# Eschede Zug 884
Eschede – Zug 884 ist ein deutscher Dokumentarfilm mit einzelnen Spielszenen zum Eisenbahnunfall von Eschede am 3. Juni 1998 von Raymond Ley (Regie). 884 war im Fahrplan die offizielle Zugnummer für den täglichen Intercity-Express-Zug „Wilhelm Conrad Röntgen“ von München nach Hamburg. Für den Film wurden Archiv-, Trick-, Dokumentar- und Spielsequenzen verwendet.

## Inhalt
Am Morgen des 3. Juni 1998 startet der ICE 884 „Wilhelm Conrad Röntgen“ in München Hbf, sein Ziel: Hamburg. Die Reisenden fahren in die Ferien oder sind geschäftlich unterwegs, alles scheint normal. Was keiner weiß: ein Radreifen im vorderen Zugteil ist stark verschlissen, und dies blieb bei Wartungsarbeiten unentdeckt. Bei Eschede, einem kleinen Ort in der Lüneburger Heide zwischen Hannover und Hamburg, passiert die Katastrophe: Der beschädigte Radreifen bricht und bohrt sich durch den Wagenboden eines Zugabteils, der dort sitzende Fahrgast und seine Familie bemerken dies, und auch andere Reisende merken ein Ruckeln, doch in der Hektik denkt niemand daran, die Notbremse zu ziehen. Dann verstellt die im Wagenboden steckende Metallstange auch noch eine Weiche. Der Zug entgleist und prallt gegen eine Straßenbrücke, diese stürzt ein, die vorderen Wagons kommen noch unbeschädigt durch die Brücke, doch die hinteren Wagons türmen sich aufeinander. Wenige Minuten später erreichen die ersten Rettungskräfte, unterstützt von vielen hilfsbereiten Ersthelfern aus Eschede, den Unfallort. Viele unter Schock stehende Reisende laufen einfach davon. In der Region wird Katastrophenalarm ausgelöst. Ein Großteil des Zuges ist schwer beschädigt bis nahezu komplett zerstört. Blechteile und Gepäck sind über die Gleise verstreut, Stromkabel zischen, Waggons haben sich teilweise in die Erde gebohrt usw. In den nächsten Stunden und Tagen kämpfen Notärzte, Feuerwehren und der Katastrophenschutz darum, die Toten und Verletzten zu bergen und die Verletzten in Krankenhäuser zu bringen. Die Angehörigen der Verunglückten, die durch Radio und Fernsehen von dem Unglück erfahren haben, versuchen verzweifelt, Informationen zu bekommen. Viele davon fahren nach Eschede. In einer Turnhalle werden Verletzte versorgt oder für den Transport ins Krankenhaus vorbereitet, auch dort hilft die Bevölkerung von Eschede, wo sie nur kann. In der Turnhalle werden Listen aufgehängt, wo und in welchen Krankenhäusern die Verletzten eingeliefert wurden. Auch die Namen der Toten sind dort aufgelistet. 101 Menschen starben beim ICE-Unglück von Eschede, mindestens 105 Menschen wurden teilweise schwerverletzt. Keiner wollte die Verantwortung für den Unfall übernehmen und keiner wurde gerichtlich verurteilt. Die Deutsche Bahn zahlte den Angehörigen pro Todesopfer 30.000 DM.

## Filmkritiken
- Peter Luley: Wenn das Leben entgleist. In spiegel.de am 30. Mai 2008 („Gelungener Drahtseilakt: bewegen – und informieren...“).
- Karen Miether: Beklommene Stille nach dem Abspann., In epd-Pressedienst, Mai 2008.
- Simone Schellhammer: Ein Trauma wird verfilmt. In: Tagesspiegel. 30. Mai 2008 (Online).